# 弋陽腔
弋陽腔，簡稱弋腔，戲曲聲腔，是宋元南戲在江西弋陽的方言、音樂與北曲結合而成。元代末年已經成形，明、清兩代，已經在南北各地發展，成為主要聲腔之一。清李調元《劇話》說:「弋腔始弋陽，即今『高腔』」。因此弋陽腔又通稱高腔。
明初至明中葉，弋陽腔已經於各地流行，並且衍生各色各樣的聲腔。弋陽腔在贛東北的樂平衍變為樂平腔，在徽州衍變為徽州調。此外，還有義烏腔、太平腔、京腔等等。《八能奏錦》、《大明春》、《玉谷調簧》、《秋夜月》等劇目大多數都是演唱弋陽腔、徽州調、太平腔、四平腔、青陽腔，與崑山腔相互競爭。根據王正祥的《新定十二律京腔譜》，雖有各自發展不同，卻仍然保持著弋陽腔固有的特徵，構成了一種聲腔系統－「高腔腔系」。清中葉，高腔成為多聲腔劇種的一個組成部分，如四川的川劇，湖南的湘劇、辰河戲、祁劇，浙江的婺劇，江西的贛劇、瑞河戲，福建的平講戲、大腔戲，廣東的粵劇等都有高腔。在清代宫廷的承应戏中，弋阳腔占了十分之三。
弋陽腔流行的原因有三點：它繼承和發展了南戲演唱時那種“隨心令”、“順口可歌”的民間藝術創作的傳統。雖也演唱曲牌，但它不像崑山腔那樣格律謹嚴，靈活性很大。第二，弋陽腔可採用方言土語，使它每到一地能與當地語言、語音逐漸結合，而成為地方化的聲腔。第三，弋陽腔對崑曲等傳奇劇本一向採用“改調歌之”移植上演的做法，加入“滾”的表現手法，插入通俗的韻文、散文，使觀眾更易理解。
1. ↑  . 中国非物质文化遗产网.   [2025-05-08].
2. ↑  . 中国哲学书电子化计划.   [2025-05-08].
3. ↑  . 故宫博物院.   [2025-05-08].